# Juniperus navicularis
Juniperus navicularis, também conhecido como zimbro-galego ou piorro, é um gênero de plantas da família das cupressáceas encontrada na Espanha e Portugal em matos, matagais e areias marítimas.
Os zimbrais dunares de Juniperus navicularis são especialmente importantes para a conservação da natureza, pois são exclusivos do Sudoeste da Península Ibérica. Portugal tem uma responsabilidade acrescida na sua conservação, uma vez que mais de 95% da sua área de distribuição se encontra em território nacional. 
Atualmente, este habitat ocorre de forma fragmentada ao longo da costa mediterrânica portuguesa, estando os zimbrais de J. naviculares presentes apenas entre o Estuário do Tejo e a Zona de Aljezur, ocorrendo depois em pequenos núcleos no Sudoeste da Andaluzia. 